# Otrava krve (album)
Otrava krve je sedmé album brněnské rockové skupiny Progres-Pokrok, která do konce 80. let používala název Progres 2. Deska byla vydána v roce 1990 (viz 1990 v hudbě).

## Popis alba a jeho historie
Po koncertním programu a albu Změna!, jež vyšlo v roce 1988, se skupina Progres 2 zcela změnila. Zůstal pouze bubeník a lídr kapely Zdeněk Kluka a klávesista Milan Nytra, nově přišli kytarista Mirek Sova, baskytarista Dalibor Dunovský a zpěvačka, první žena v historii skupiny, Pavla Dvořáčková. Název byl změněn na Progres-Pokrok a na konci roku 1987 již toto složení pracovalo na novém koncertním programu Otrava krve. Tento nový projekt opět spojoval hudbu se scénickými výstupy a kulisami, režie se ujal režisér Divadla na provázku Peter Scherhaufer. Tématem, které vytvořili společně Kluka a Nytra, se stala parodie na budovatelské nadšení a stalinismus 50. let 20. století, což byl na tehdejší dobu odvážný počin.
Koncertní premiéra Otravy krve se odehrála na jaře 1988, a ač byl program schválen, na vystoupení často dohlíželi příslušníci Státní bezpečnosti. Projekt byl úspěšný, celkem bylo uspořádáno 165 repríz, během sametové revoluce ale bylo koncertování ukončeno. Skupina se ještě scházela ve studiu, kde nahrála zkrácenou verzi Otravy krve, která v roce 1990 vyšla na LP, a v únoru 1990 se definitivně rozpadla.

## Vydávání alba
Otrava krve vyšla na LP v roce 1990 ve vydavatelství Panton. Na CD nebyla tato verze nikdy vydána. Roku 2008 však vyšla u FT Records reedice na CD, která obsahuje kompletní program Otravy krve složený z koncertních záznamů (skladby 1–8) a demo nahrávek (skladby 9–13) natočených v roce 1988. Skladby „Lavina“ a „Otrava krve“ byly převzaty z původního LP vydání (nahrány 1990).

## Seznam skladeb

### Původní verze (1990)
1. „Pochod plášťů ve větru“ (Kluka/Kluka) – 4:19
2. „Všichni se budeme mít“ (Kluka/Kluka) – 4:31
3. „Nejlíp je doma“ (Nytra/Nytra, Čort) – 3:35
4. „Tři dni boje“ (Kluka, Nytra/Kluka, Nytra) – 6:11
5. „Požár věžní těže“ (Nytra/Nytra) – 4:37
6. „Komár“ (Nytra/Nytra) – 5:34
7. „Otrava krve“ (Kluka/Nytra) – 4:13
8. „Lavina“ (Nytra/Nytra, Čort, Dvořáčková) – 6:23

### Reedice (2008)
1. „Botostroj“ (Nytra) – 3:31
2. „Požár věžní těže“ (Nytra/Nytra) – 4:36
3. „Nejlíp je doma“ (Nytra/Nytra, Čort) – 3:57
4. „Tři dni boje“ (Kluka, Nytra/Kluka, Nytra) – 6:48
5. „Dneska všichni tančí“ (Kluka/Kluka) – 4:07
6. „Za vozém“ (Kluka/Kluka) – 5:04
7. „Komár aneb hromadně vysávat“ (Nytra/Nytra) – 5:38
8. „Naše srdce ohnivé jsou buchary“ (Nytra/Nytra) – 5:05
9. „Pochod plášťů ve větru“ (Kluka/Kluka) – 4:11
10. „Takové obyčejné štěstí“ (Nytra/Nytra) – 10:16
11. „Dilema Viléma“ (Nytra/Kluka) – 2:51
12. „Kapela Hyena“ (Kluka/Kluka) – 4:50
13. „Všichni se budeme mít“ (Kluka/Kluka) – 4:28
14. „Lavina“ (Nytra/Nytra, Čort, Dvořáčková) – 6:31
15. „Otrava krve“ (Kluka/Nytra) – 4:14

## Obsazení
- Progres-Pokrok
  - Pavla Dvořáčková – zpěv
  - Mirek Sova – elektrická kytara, vokály
  - Dalibor Dunovský – baskytara
  - Milan Nytra – klávesy, zpěv
  - Zdeněk Kluka – bicí, zpěv